# Kościół św. Jerzego w Piranie
Artykuł ten został zgłoszony do umieszczenia na stronie głównej w rubryce „Czy wiesz”.
Pomóż nam go sprawdzić: oceń zgłoszoną nominację.
Kościół św. Jerzego (słow. Cerkev sv. Jurija) – renesansowa świątynia rzymskokatolicka w słoweńskim mieście Piran.

## Historia
Pierwszy kościół w tym miejscu wzniesiono na przełomie VI/VII wieku, a źródła historyczne potwierdzają, że w X stuleciu istniała tam parafia. W 1344 konsekrowano kościół gotycki, który zastąpił romańską bazylikę. W latach 1595–1637 świątynię przebudowano w stylu renesansowym i konsekrowano 25 kwietnia 1637. Dzwonnicę, nawiązującą stylistycznie do dzwonnicy św. Marka w Wenecji, wzniesiono w latach 1600–1615, a baptysterium – w 1650 roku. W latach 1663–1804 wznoszono na skarpie przy kościele umocnienia (odnowione w 1998 roku). W latach 1881–1882 kościół wyremontowano według projektu Giovanniego Righettiego, a w latach 90. XX wieku przywrócono jego XVII-wieczny wygląd.

## Architektura i wyposażenie
Świątynia renesansowa, jednonawowa, z prostokątną nawą zwieńczoną kasetonowym stropem oraz prezbiterium z absydą. W tylnej części ulokowano dzwonnicę o wysokości 46,45 m. Strop zdobią malowidła ukazujące sceny z życia św. Jerzego, męczeństwo św. Maksymiliana oraz przedstawienia apostołów i doktorów Kościoła. W 1788 roku Gasparo Albertini wykonał ołtarz główny. Przebudowano go pod koniec XIX wieku, dekoracyjne wykorzystując obraz męczeństwa św. Jerzego z 1844 roku, pędzla Giovanniego Pagliariniego. Ołtarze boczne i ambonę wykonał wenecki kamieniarz Bonfante Torre. Obrazy zdobiące ściany kościoła wykonali m.in. Domenico Tintoretto (Matka Boża z Góry Karmel) i Angelo Trevisani (Święta Julia i święty Kwiryn). W niszach ulokowano barokowe ołtarze autorstwa Paola Groppellego.
Na tyłach kościoła znajduje się budynek baptysterium, wzniesiony na planie ośmiokąta. Prowadzą do niego schody z 1694 roku. Jego wnętrze zdobi barokowy ołtarz główny z lat 1691–1693 z obrazem Chrztu Pańskiego oraz dwa ołtarze boczne, oba z wizerunkami Matki Bożej. Chrzcielnicę wykonano z rzymskiego nagrobka z I wieku, będącego najstarszym elementem wyposażenia budowli.

## Galeria

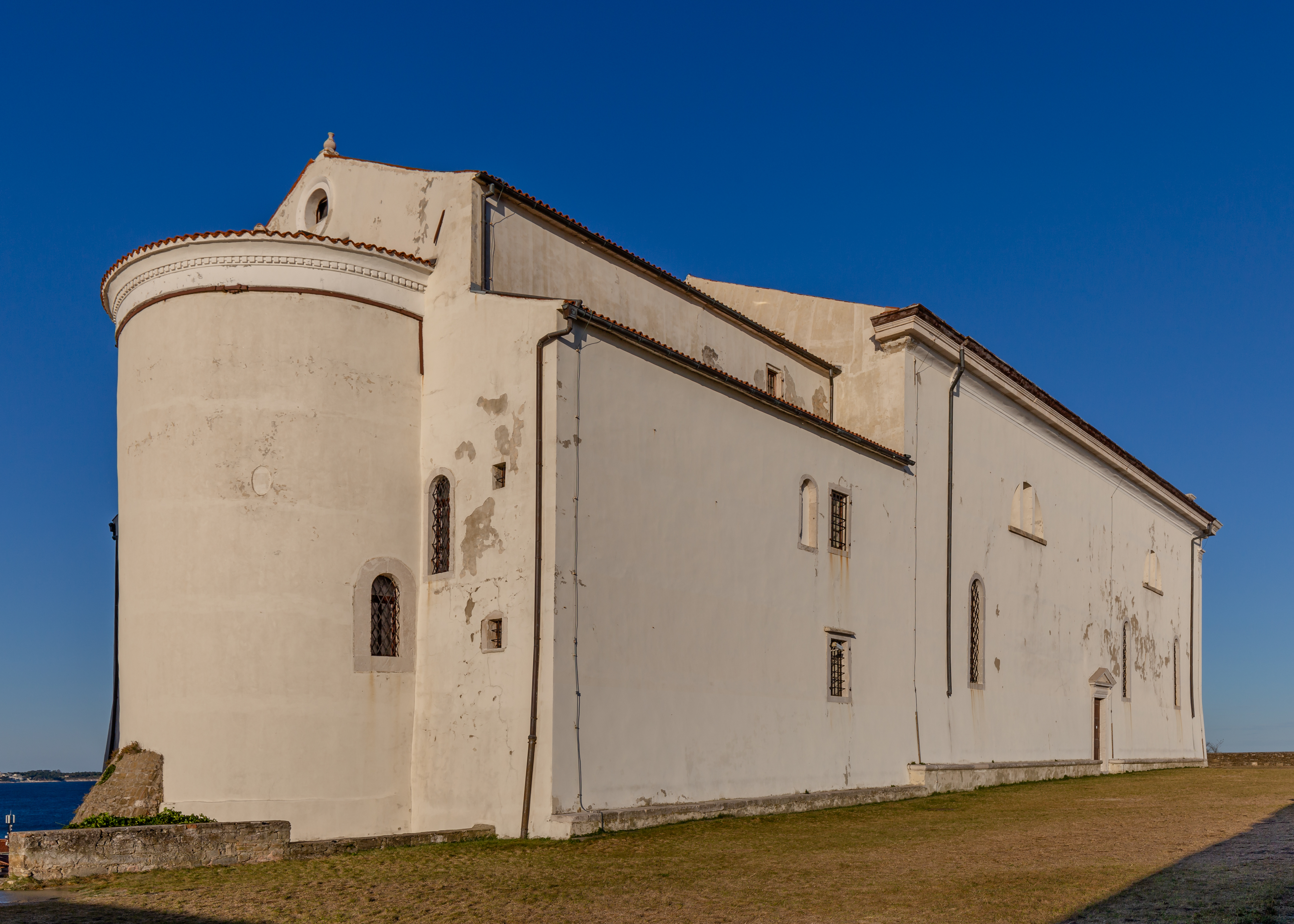
Widok z północnego wschodu
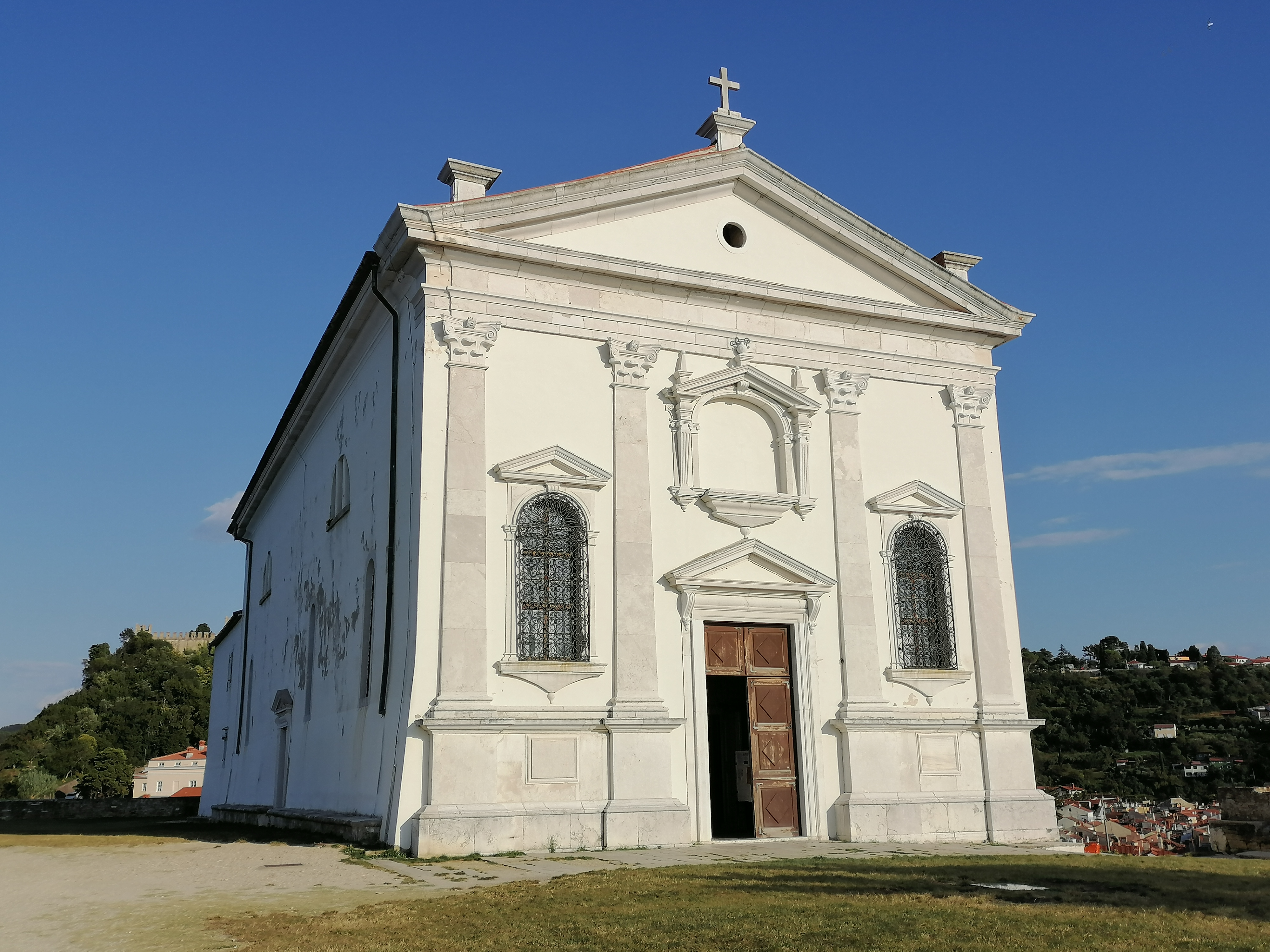
Widok z północnego zachodu
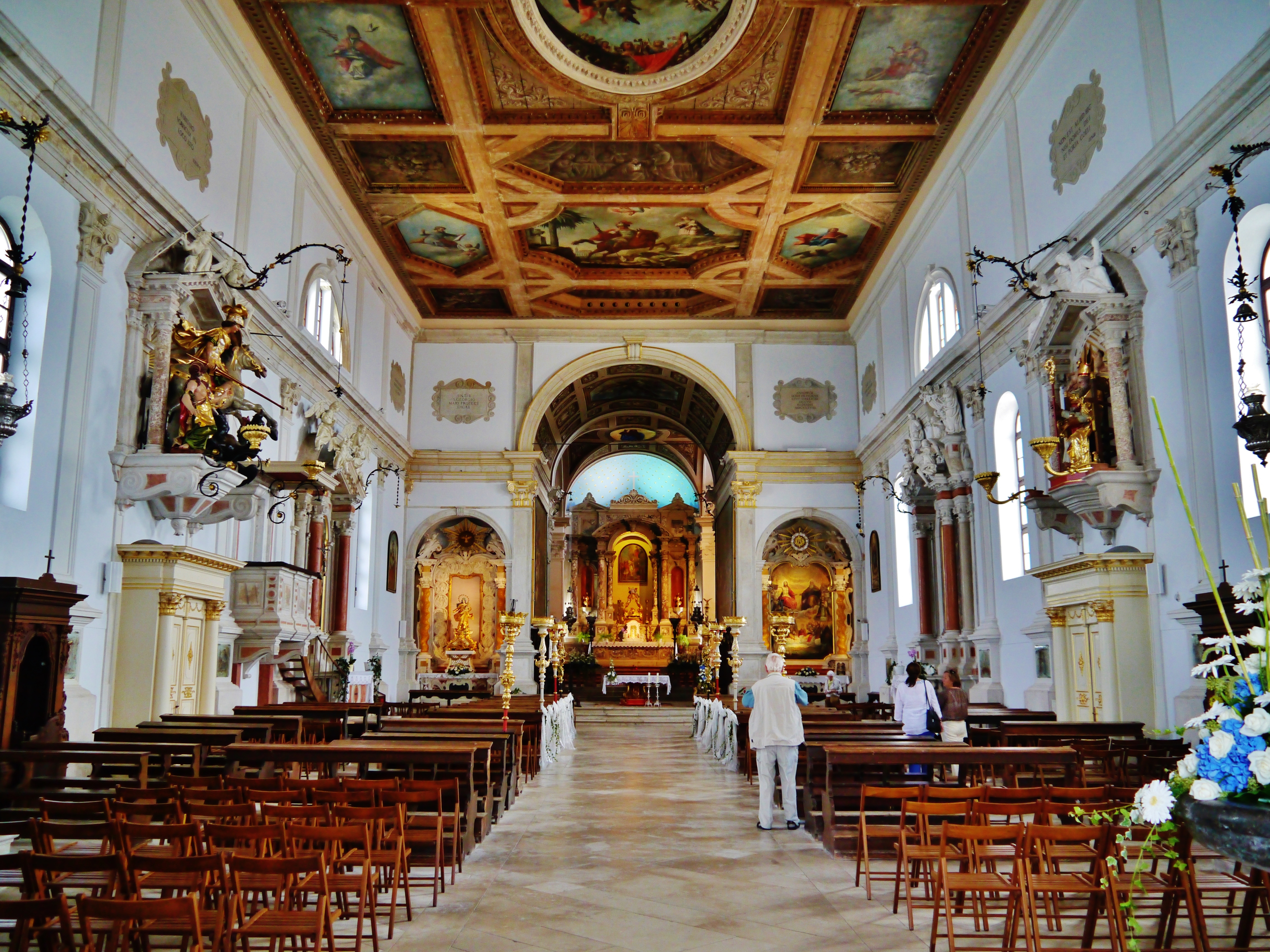
Wnętrze
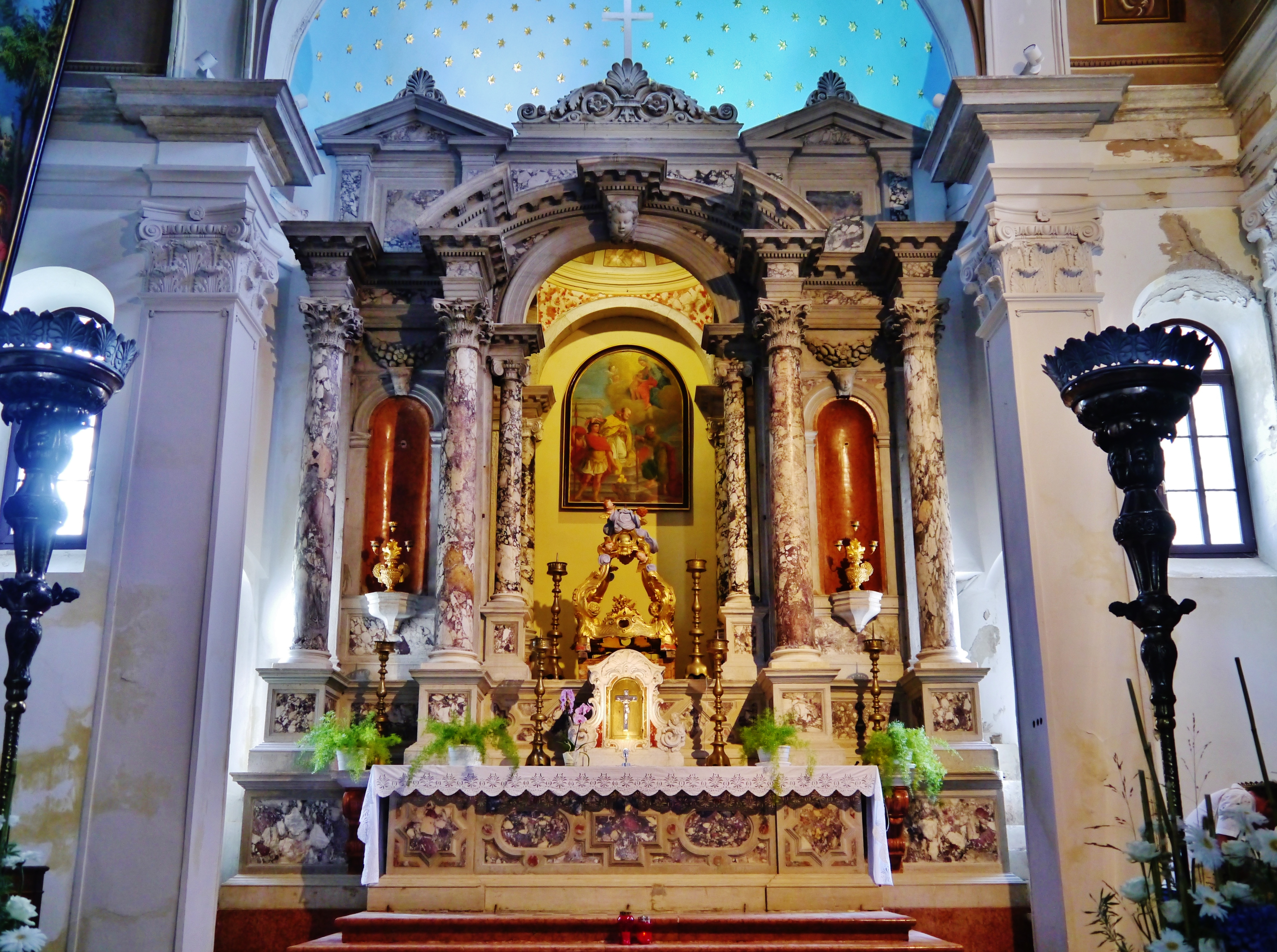
Ołtarz główny
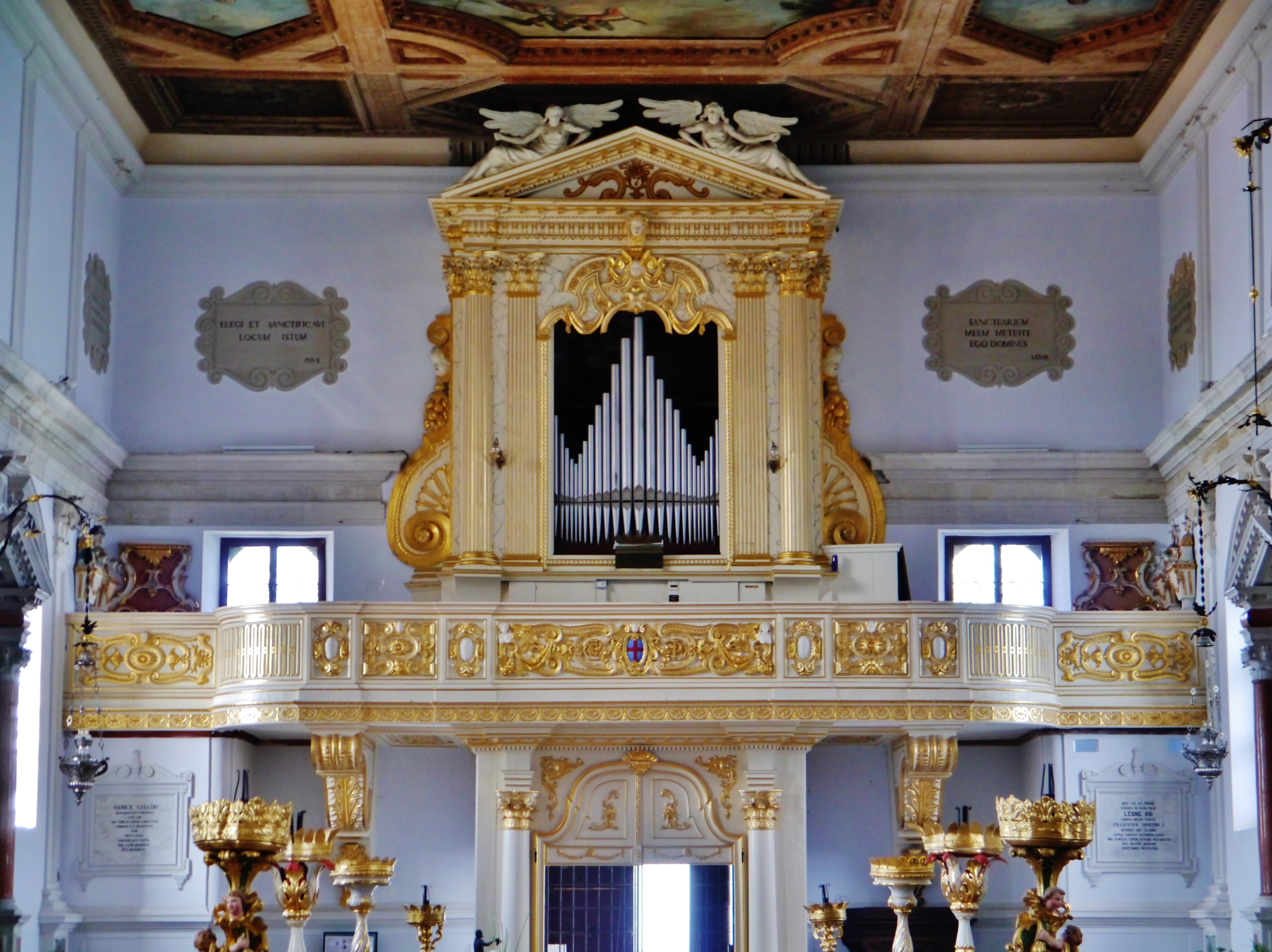
Empora organowa
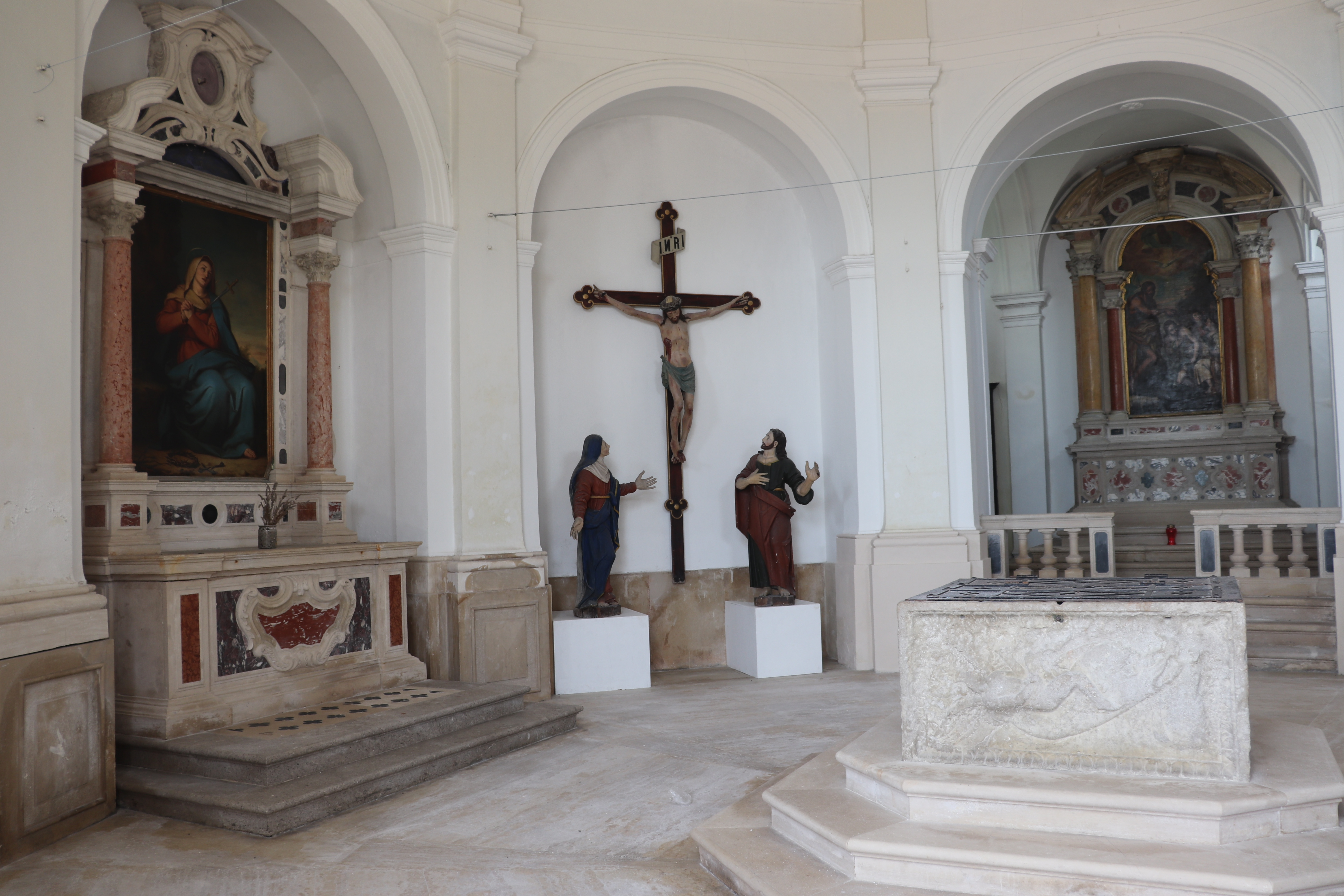
Wnętrze baptysterium
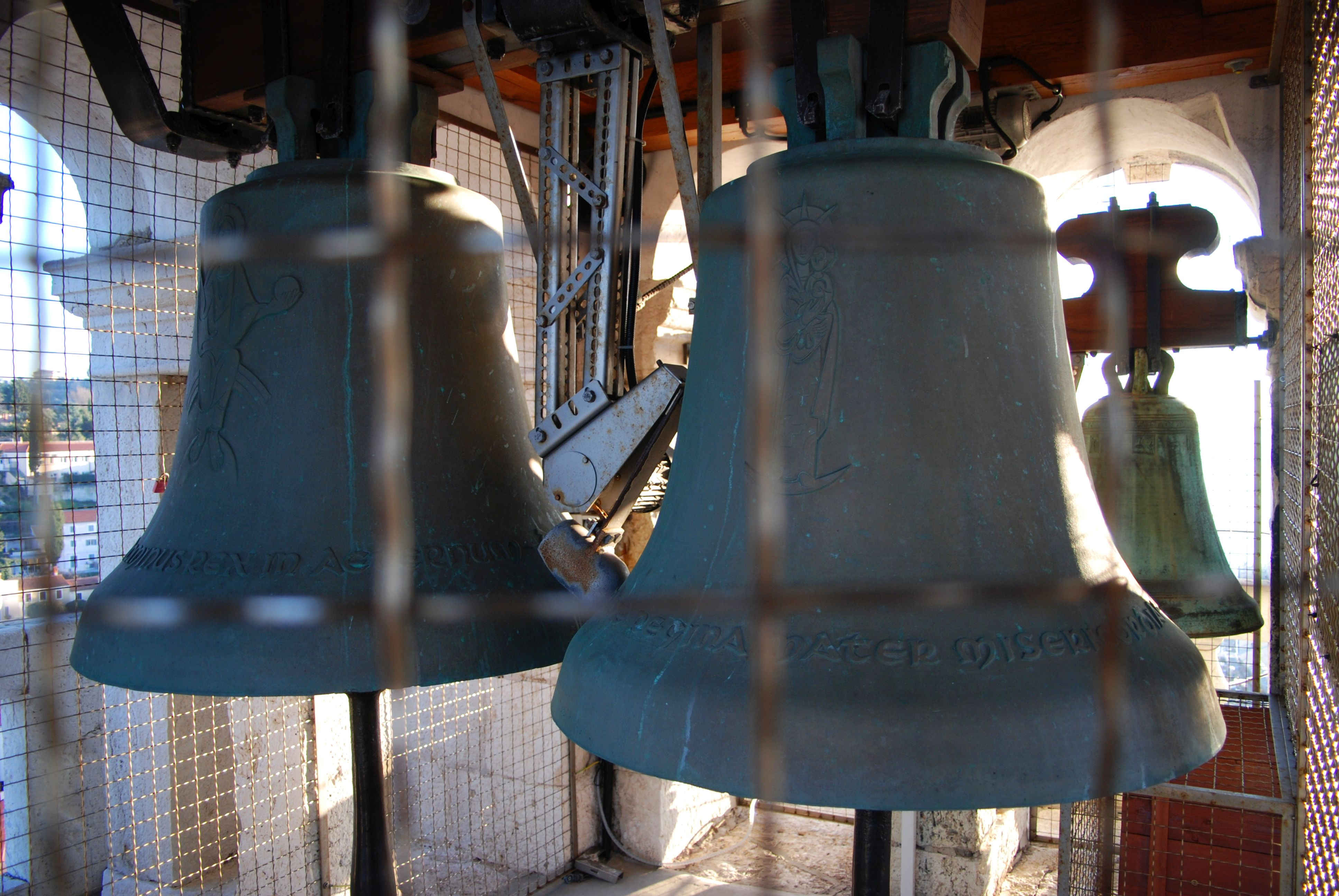
Dzwony kościelne